# Blättringen
Blättringen ist ein Ortsteil der Gemeinde Winterlingen im Zollernalbkreis in Baden-Württemberg (Deutschland). Der Ort liegt südöstlich von Winterlingen nahe der Bundesstraße 463.
Um 1930 wurde der Weiler zu Benzingen eingemeindet und kam mit Benzingen zum 1. Januar 1975 zu Winterlingen. 

## Geschichte
Blättringen gehörte zur Herrschaft Jungnau, mit der es 1355 von den Herren von Jungingen an die Herren von Reischach kam. Von diesen ging es im Jahr 1418 an die Grafen von Werdenberg über. Von 1536 bis zur Mediatisierung im Jahr 1806 gehörte der Ort zum Haus Fürstenberg und kam dann an das Fürstentum Hohenzollern-Sigmaringen. 

## Einwohnerentwicklung
| Jahr      | 1707 | 1781 | 1836 | 1890 | 1948 |
| Einwohner | 10   | 15   | 30   | 56   | 58   |